# Кукільницький замок
Кукільницький замок — замок, збудований між XIV та XV століттями Яковом Стрепою, архієпископом Галицьким.

## Історія
У той час будівля була столицею найбільшого маєтку римо-католицьких архієпископів. У XV столітті твердиню було відремонтовано архієпископом Григорієм Сяноцьким, який 1476 року відбив турецьке вторгнення в замок. Архієпископ Григорій помер у 1479 році після інсульту. Наступні часи, включаючи бурхливе XVII століття, були періодом неодноразових нападів козаків, кримських татар і турків. Твердиня не завжди могла відбити ці напади та вторгнення. Коли єпископи переїхали до Дунаївського замку, а потім до Оброшинського палацу, будівля втратила своє становище.